# 전북특별자치도경찰청
전북특별자치도경찰청(全北特別自治道警察廳, Jeonbuk Provincial Police Agency)은 전북특별자치도의 치안에 관한 사무를 관장하는 기관이다. 전북청장은 치안감(2급 상당)으로 보하며 전북특별자치도 전주시 완산구 유연로 180에 위치하고 있다.

## 연혁
- 1945년 10월 21일 국립경찰 전라북도 경찰부 창설
- 1946년 4월 15일 국립경찰 전라북도 경찰부를 제8관구 경찰청으로 개칭
- 1948년 9월 1일 제8관구 경찰청을 전라북도 경찰국으로 개칭
- 1991년 8월 1일 경찰청 발족과 함께 전라북도 경찰국을 전라북도지방경찰청으로 개칭
- 2021년 1월 1일 자치경찰제 도입에 따라 전라북도경찰청으로 개칭
- 2024년 1월 18일 전북특별자치도 출범에 따라 전북특별자치도경찰청으로 개칭

## 조직

### 청장
- 홍보담당관실

### 차장
| - 정보통신담당관실 - 정보통신1계 - 정보통신2계 - 청문감사담당관실 - 감찰계 | - 경무과 - 경무계 - 기획예산계 - 경리계 - 장비보급계 - 교육계 - 지방학교 | - 생활안전과 - 생활안전계 - 생활질서계 - 여성청소년계 | - 수사과 - 수사1계 - 수사2계 - 강력계 - 과학수사계 - 마약수사대 - 광역수사대 - 사이버수사대 - 이의조사팀 | - 경비교통과 - 경비경호계 - 작전전경계 - 치안상황실 - 항공대 - 교통계 - 교통안전계 - 9지구대 - 12지구대 | - 정보과 - 정보1계 - 정보2계 - 정보3계 - 정보4계 | - 보안과 - 보안계 - 보안수사1대 - 보안수사2대 - 외사계 |

##### 중대
- 경찰관기동대
- 기동1중대
- 기동2중대
- 경찰관특공대

## 관할 경찰서
| - 군산경찰서 - 고창경찰서 - 김제경찰서 | - 남원경찰서 - 무주경찰서 - 부안경찰서 | - 순창경찰서 - 완주경찰서 - 익산경찰서 | - 임실경찰서 - 장수경찰서 - 정읍경찰서 | - 전주덕진경찰서 - 전주완산경찰서 - 진안경찰서 |

## 같이 보기
- 대한민국 경찰청
- 경찰관 계급
- 해양경찰청
- 제주특별자치도 자치경찰단
- 철도특별사법경찰대
- 저작권특별사법경찰대
- 상표권특별사법경찰대